# Signalstövslända
Signalstövslända (Psocus bipunctatus) är en insektsart som först beskrevs av Carl von Linné 1761.  Signalstövslända ingår i släktet Psocus, och familjen storstövsländor. Arten är reproducerande i Sverige.